# Terpsichore alsopteris
Terpsichore alsopteris är en stensöteväxtart som först beskrevs av Conrad Vernon Morton, och fick sitt nu gällande namn av Alan Reid Smith. Terpsichore alsopteris ingår i släktet Terpsichore och familjen Polypodiaceae. Inga underarter finns listade.